# Halalt Indian Reserve 2
Halalt Indian Reserve 2 (franska: Réserve indienne Halalt 2) är ett reservat i Kanada.   Det ligger i provinsen British Columbia, i den sydvästra delen av landet, 3 600 km väster om huvudstaden Ottawa.
I omgivningarna runt Halalt Indian Reserve 2 växer i huvudsak blandskog. Runt Halalt Indian Reserve 2 är det ganska tätbefolkat, med 129 invånare per kvadratkilometer.